# 広島電鉄1060形電車
広島電鉄1060形電車（ひろしまでんてつ1060かたでんしゃ）とは、1957年に投入された広島電鉄宮島線専用の電車である。市内線（路面電車）の車両に対して床の地表からの高さが高かったため、「高床車」とも呼ばれた。

## 概要
1957年（昭和32年）にナニワ工機で製造された。H形（後の1030形）以来の新製宮島線専用車両かつ、最後の新製専用車両になった。
広島電鉄で初めて平行カルダン式を採用。台車はプレス形鋼を使用した軽量台車ND-102を採用。また、電空併用ブレーキの高性能車であった。
1090形に良く似た車体を使用しているが、車体幅を2,650mmに拡幅したことでステップを廃止。正面の通風口を廃止する代わりに、屋根にベンチレーターが取り付けられた。前中戸で片運転台を採用し、運転台の反対側はシートを延長している。
1957年（昭和32年）に市内線と宮島線の直通を検討したときに、市内線用の低床車両を乗り入れる方針に決まった。理由として、550形551号と比較して、1060形は騒音や軌道の破損が少ない利点があり、乗客からも評判が良かったが、市内線用車両より重たい27.1tだったことで、市内線に乗り入れる際に橋梁の掛け替えの必要性があったためとされている。その後の増備は2000形や2500形などの軌道線と直通できる車両を整備する方針に移行。1060形は1両しか作られず、広電最後の高床車の新車になった。1980年代には、その他の宮島線専用車が連結車に改造されても、1両しかない1060形は単行のまま運用を続け、晩年は宮島競艇場への貸し切り電車として主に使われた。1989年に廃車になった。

## 各車状況
| 車番 | 竣工          | 廃車日         | 備考 |
| ---- | ------------- | -------------- | ---- |
| 1061 | 1957年4月19日 | 1989年11月20日 |      |